# Tschang (Harfe)

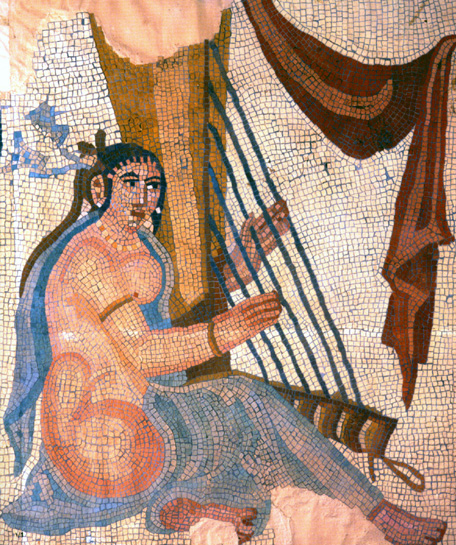
Vertikale Winkelharfe. Sassanidisches Bodenmosaik im Palast von Schapur I. in Bischapur, um 260 n. Chr. Iranisches Nationalmuseum

Tschang, persisch چنگ, DMG čang, türkisch çeng, arabisch al-ǧank (ṣanǧ), ist eine historische vertikale Winkelharfe, die im arabischen Raum bis ins 16. Jahrhundert, im Iranischen Hochland von etwa 1900 v. Chr. bis zum 17. Jahrhundert n. Chr. und in der Türkei bis Anfang 18. Jahrhundert gespielt wurde. Am Anfang der Entwicklung standen Bogenharfen in Mesopotamien nach dem Muster eines um 3400 v. Chr. entstandenen Rollsiegel-Abdrucks aus Tschogha Misch. Während des elamitischen Reiches im Westen des heutigen Iran bis ins 6. Jahrhundert v. Chr. waren große Ensembles mit schweren vertikalen Winkelharfen beliebt. Gegen Ende des Sassanidenreichs (224–642) traten kleinere Winkelharfen, die leichter zu transportieren waren, an deren Stelle. In der nachfolgenden islamischen Zeit gehörten sie in Persien und im Osmanischen Reich zu den höfischen Musikinstrumenten der klassischen persischen und türkischen Musik. In der Blütezeit der persischen Miniaturmalerei vom 13. bis zum 17. Jahrhundert wurden Harfen zahlreich und in unterschiedlichen Varianten abgebildet, während ihre musikalische Verwendung bereits zurückging. Diese Abbildungen und eine epische Erzähltradition haben für einen anhaltenden Nachruhm der orientalischen und zentralasiatischen Harfen gesorgt. Durch beinahe die gesamte Geschichte waren die vorderasiatischen Harfen Fraueninstrumente.
In den Musiktraditionen von Anatolien bis Zentralasien hielten sich Winkelharfen wesentlich länger als anderswo. Nach dem Verschwinden der vertikalen Winkelharfen in der osmanischen Türkei haben Harfen mit dem Resonanzkörper in horizontaler Position in wenigen Nischenkulturen im Kaukasus bis heute überlebt, vor allem in Gestalt der georgischen tschangi. Das Verschwinden der einst in vielen asiatischen Ländern vorhandenen Harfen wird mit ihrer fragilen Konstruktion, was die Stimmung der Saiten schwierig macht, und der Verbreitung von Lauteninstrumenten erklärt. Diese sind leichter handhabbar und verfügen über einen größeren Tonumfang.

## Herkunft

### Bogenharfen

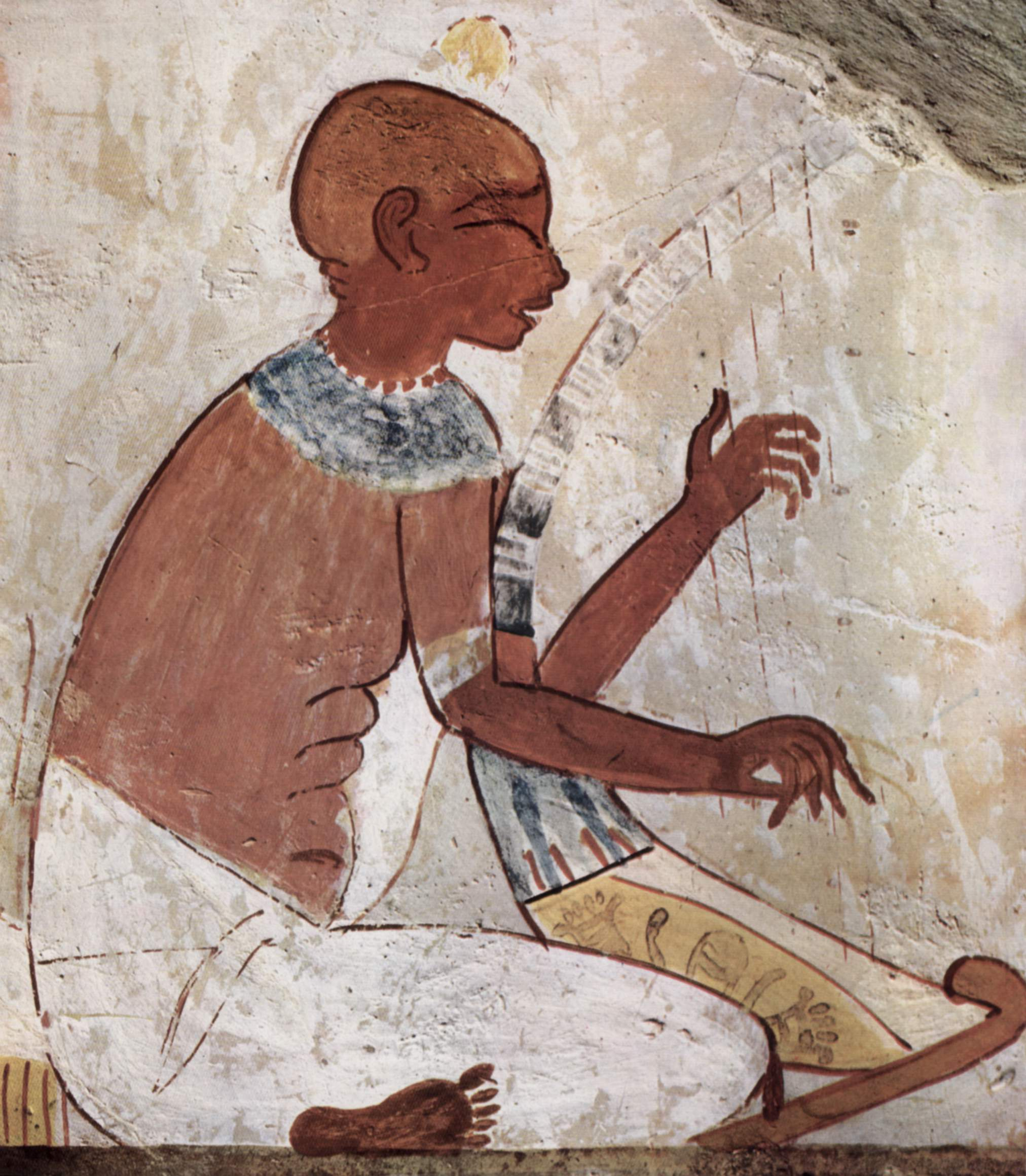
Blinder Harfner mit einer altägyptischen Tiefbogenharfe. Grabkammer des Nacht, um 1400 v. Chr.

Am zeitlichen Anfang aller Saiteninstrumente stehen die Musikbögen. Auf dem Weg zur Bogenharfe wurde deren seitlich angebundener Resonanzkörper in den Trägerstab integriert und zur einzigen Saite kamen weitere hinzu. Auf einer Tontafel aus der Uruk-Zeit Ende des 4. Jahrtausends ist die älteste Abbildung einer bogenförmigen Harfe mit drei Saiten erhalten. Das dazugehörige Ideogramm gab Wilhelm Stauder mit dem sumerischen Lautwert BALAG wieder, worunter in früher Zeit vermutlich Musikinstrumente allgemein verstanden wurden. Mit dem Zusatz giš, „Holz“, ergab sich GIŠ.BALAG für ein Saiteninstrument zur Unterscheidung von BALAG oder KUŠ.BALAG für eine sanduhrförmige Trommel. Das akkadische Wort für Harfe war sammû.
Die ab derselben Zeit aus dem Alten Ägypten bekannten Bogenharfen (ägyptisch allgemein b.nt, bent, benet, koptisch voina) lassen sich nach ihrer zeitlichen Abfolge grob in vier Gruppen einteilen. Aus der Flachbodenharfe des Alten Reiches mit einem schaufelförmigen Resonanzkörper und durchschnittlich sechs Saiten entwickelte sich im Neuen Reich (1550–1070 v. Chr.) die stärker gekrümmte Tiefbogenharfe (dzadza), bei welcher der Hals annähernd rechtwinklig aus einem löffelförmigen Resonanzkörper herauswächst. Die Saitenzahl war auf 10 bis 13, in seltenen Fällen bis 19 angestiegen. Diese Form ist in den südlichen Nachbarländern bis heute erhalten geblieben, beispielsweise in Uganda als ennanga und bei den Azande in Zentralafrika als kundi. Vom altägyptischen Wort abgeleitet bedeuten dzedze, nsenze, zezi oder ähnlich in vielen afrikanischen Sprachen Saiteninstrumente (wobei sansa ein Lamellophon bezeichnet). Hinzu kommen ein übermannshoher Harfentyp (benet im engeren Sinn) mit meist 12 bis 16 Saiten, wie er im Grab Ramses III. (1221–1156) dargestellt ist, und als letzte ägyptische Bogenharfe in der Ptolemäer-Zeit ein neuartiger Typ, der mondsichelförmig gebogen war und hochkant auf einem Schemel stehend gespielt wurde.

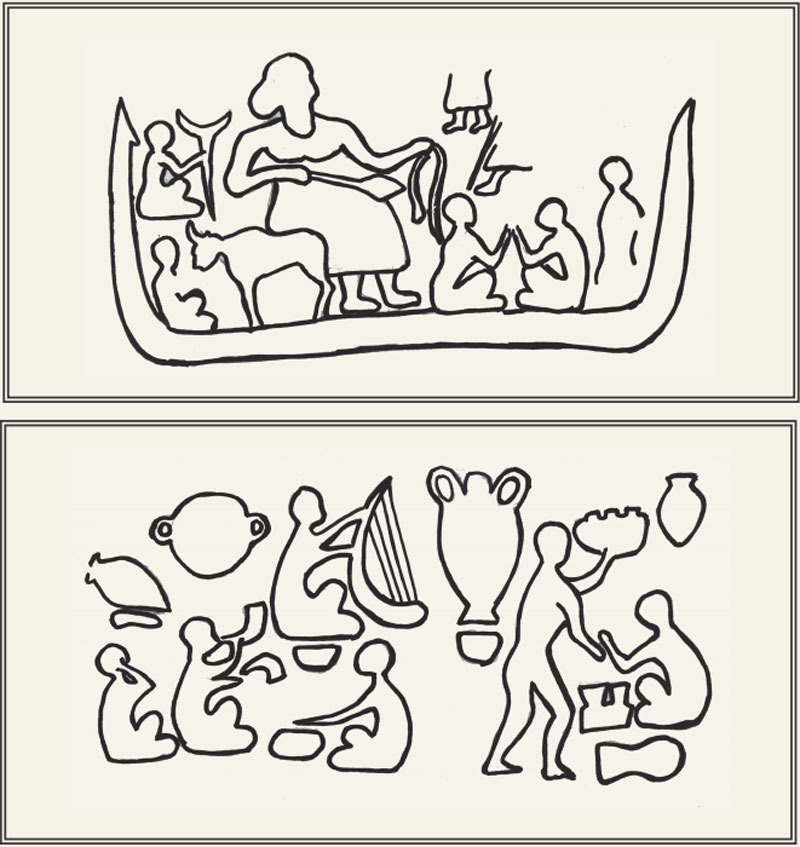
Abdruck eines Rollsiegels aus Tschogha Misch, 3300–3100 v. Chr. Untere Abbildung: Umzeichnung von fünf Fragmenten aus ungebranntem Ton. Höhe des Harfenspielers in der Musikszene etwa 1,5 Zentimeter, Oriental Institute der University of Chicago

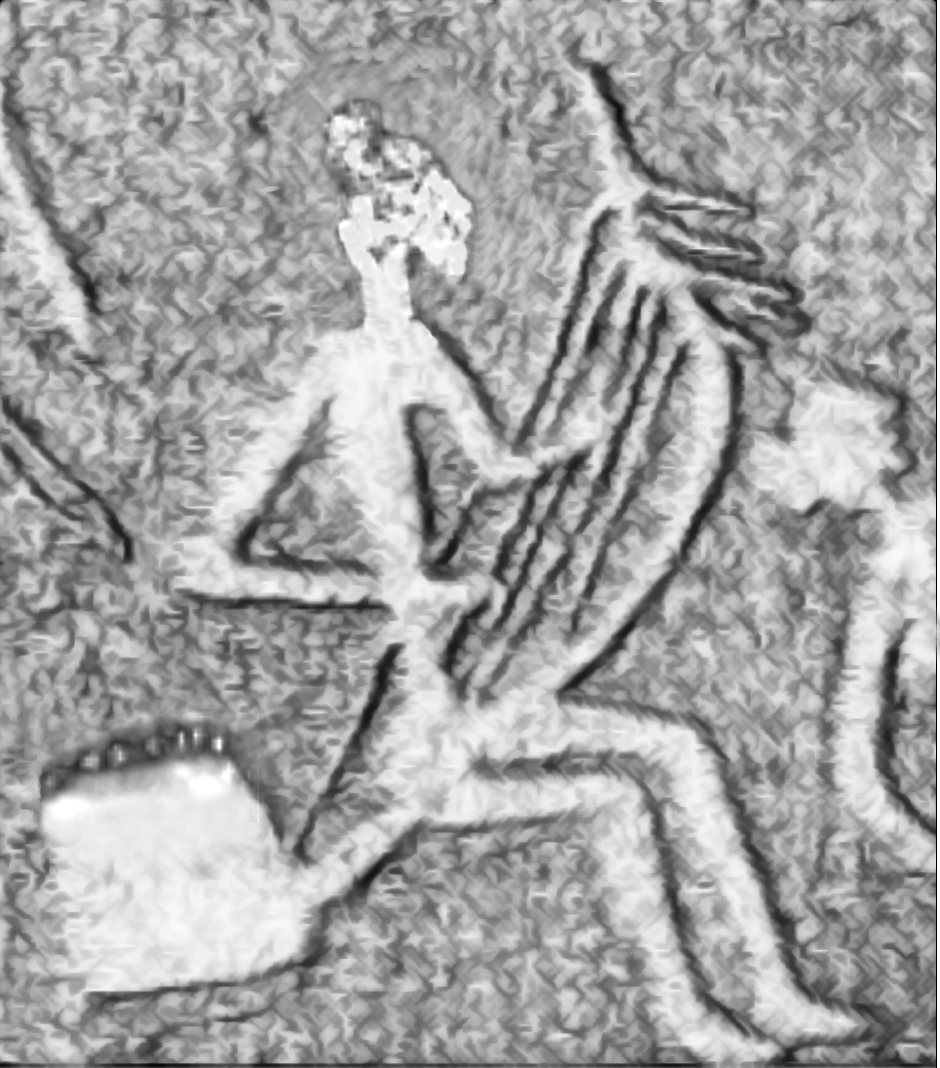
Harfner auf einer bronzezeitlichen Felszeichnung in der Nimbu-Bhoj-Höhle, Pachmarhi, Indien. Als Resonator der Bogenharfe dient ein Kasten am unteren Ende. Für Indien typische Spielhaltung mit den Saiten zum Körper.

Zeitgleich mit der 1. Dynastie in Ägypten und Uruk in Mesopotamien war die frühbronzezeitliche Siedlung Megiddo am östlichen Mittelmeer. Die ergiebigsten Fundschichten werden in die Zeit zwischen 3500 und 2800 v. Chr. datiert. In der Kleinstadt im damaligen Land Kanaan vereinigten sich die Einflüsse beider benachbarter Kulturen. Daneben tauchen einige eigenständige Kulturphänomene hier zum ersten Mal auf. Hierzu gehört eine als dreieckige Rahmenharfe vermutlich in den Händen einer Frau identifizierbare Ritzzeichnung, die in einer Gruppe von 20 Ritzungen auf Bodensteinen gefunden wurde. Dieses aus der Zeit zwischen 3300 und 3100 v. Chr. stammende Bild eines Saiteninstruments geht nach Joachim Braun den bisher bekannten Abbildungen von kykladischen Rahmenharfen um 1000 Jahre voraus und soll den ältesten bekannten Vorläufer des tschang und der Winkelharfen im Kaukasus darstellen. Braun zieht eine typologische Verbindung zu der bis Anfang des 20. Jahrhunderts von den westsibirischen Chanten und Mansen gespielten Winkelharfe tor-sapl-yukh, deren freie Enden durch eine Strebe miteinander verbunden sind. Eine solche Interpretation ist jedoch nicht allgemein anerkannt, andere Autoren wollen mit Vorsicht eine Harfe oder eine Leier erkennen.
Die ältesten Abbildungen von Bogenharfen im Iran blieben auf Rollsiegeln von 3300 bis 3100 v. Chr. erhalten, die in Tschogha Misch in der westiranischen Provinz Chuzestan 1961 bis 1978 durch das Oriental Institute der University of Chicago ausgegraben wurden. Die kleinen Tonfragmente konnten zu einer Orchesterabbildung zusammengefügt werden. Auf der rechten Seite sitzt die vermutlich weibliche Hauptfigur. Ihr zugewandt steht ein Bediensteter, der ein Milchgefäß für sie in der Hand hält, während gegenüber vier ebenfalls sitzende Musiker dargestellt sind. Ein Musiker spielt eine viersaitige Bogenharfe, die Figur darunter schlägt eine davor auf dem Boden stehende Trommel, weiter links bläst ein Musiker in ein Horn, und hinter diesem hält der Sänger eine Hand hinter sein Ohr, wie es heute noch orientalische Sänger, etwa die kurdischen Dengbêj tun. Es handelt sich um das älteste bekannte Ensemble, das mit einem Saiteninstrument, einem Blasinstrument und einer Trommel einen Sänger begleitet. Durch den großen Henkelkrug in der Mitte und die Szene rechts wird klar, dass die Musikgruppe bei einem religiösen Fest auftritt. Weitere Abbildungen von Bogenharfen stammen aus Schahr-e Suchte (3000–2300 v. Chr.) im Osten und aus dem Südosten des Iran.
In den im zentralindischen Bundesstaat Madhya Pradesh gelegenen Felsgrotten von Bhimbetka blieben Malereien erhalten, die vom Mesolithikum (älter als 5000 v. Chr.) bis in historische Zeit datiert werden. Neben zahlreichen Tierdarstellungen gehören hierzu Szenen aus der Bronzezeit von Ritualtänzen mit Harfenspielern und stehenden Trommlern. Den Beschreibungen in den Veden zufolge war dieselbe Besetzung wie in Tschoga Misch – Bogenharfe, Flöte, Trommel und Gesang – im 1. Jahrtausend v. Chr. in Altindien zur Begleitung von Tänzern üblich. Die häufigste Benennung auf Sanskrit für Bogenharfen war vina. Literarische Belege sind die Brahmanas (vor dem 6. Jahrhundert v. Chr.), nach denen die Harfe „hundert Saiten“ (satatantri) gehabt haben soll. In den ersten nachchristlichen Jahrhunderten tauchten Stabzithern und Langhalslauten unter der Bezeichnung vina auf, während gegen Ende des 1. Jahrtausends die Bogenharfen aus Indien verschwanden. Sie haben nur in Randbereichen des indischen Kultureinflusses überlebt, am bekanntesten ist die saung gauk in Myanmar, während die waji in ihrem Rückzugsgebiet im Nordosten Afghanistans kaum noch gespielt wird.

### Winkelharfen

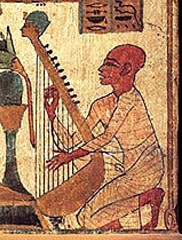
Altägyptische Sängerharfe der Dritten Zwischenzeit (1075–652 v. Chr.). Die Bogenform ist noch beibehalten, der Korpus ist aber stark abgewinkelt wie bei einer großen Kelle.

Der Verwendungszeitraum der Bogenharfen in Indien war im Vergleich zu Ägypten und Mesopotamien kurz und Winkelharfen wurden in Indien nie heimisch. Diese haben sich um 1900 v. Chr. gleichzeitig in Mesopotamien und Ägypten entwickelt und allmählich die Bogenharfen ersetzt. Die frühen Winkelharfen bestanden aus einem Resonanzkasten mit einem Loch an einem Ende, durch das meist rechtwinklig der Saitenträgerstab gesteckt wurde. Die letzte bekannte Abbildung einer Bogenharfe ist ein vermutlich kurz nach der Ur-III-Zeit (20./19. Jahrhundert v. Chr.) entstandenes Rollsiegel. Die sumerischen Harfen der Übergangsphase (um 2000–1750 v. Chr.) zwischen den dreisaitigen frühen Bogenharfen und den Winkelharfen, die meist nur als kleine Darstellungen auf Siegelabrollungen vorliegen, sind schwierig zu interpretieren und werden entsprechend vorsichtig als Knickbogenharfen beschrieben. Sie wurden offensichtlich mit dem Resonanzkörper in der Senkrechten gehalten und besaßen ein in einem stumpfen Winkel angesetztes Kreissegment, sodass sich eine Bogenform mit einem deutlichen Knick in der Mitte ergibt. Eine solche recht kleine Harfe aus Ur um 2540 v. Chr. hatte vier Saiten. Der Spieler hält sie mit ausgestreckten Armen weit von sich. Noch deutlicher wird der Knick bei einer Harfe desselben Typs aus der 1. Dynastie von Ur (um 2500–2350 v. Chr.) auf einem Rollsiegel-Abdruck, der musizierende Tiere zeigt. Sieben Tiere bewegen sich auf ihren Hinterbeinen gehend in Richtung eines auf einem Thron sitzenden Löwen. Ein Esel trägt eine Harfe, auf der vier Saiten, aber oberhalb des Halses sieben Stimmpflöcke dargestellt sind. Tatsächlich handelt es sich sehr wahrscheinlich um ein Instrument mit sieben Saiten, bei dem die fehlenden drei Saiten aus Platzgründen auf der Darstellung weggelassen werden mussten.
Abbildungen ebenso kleiner Harfen aus Šuruppak und Tell Agreb lassen fünf bis sechs Saiten erkennen. Die stets männlichen Spieler halten ihre Instrumente im Stehen an der linken Schulter und zupfen mit der rechten Hand die Saiten. Diese kleinen tragbaren Harfen des 3. Jahrtausends waren neu in Mesopotamien, sie wurden vermutlich von Nomaden eingeführt, da sie leichter zu transportieren waren.
Vier Typen von Winkelharfen wurden im Altertum unterschieden:
- Vertikale Winkelharfen wie in Sippar mit nach oben gehaltenem Resonanzkörper und einem horizontalen Saitenträger, an dem die Saiten mit Schnurwicklungen oder (und zusätzlichen) Stimmpflöcken festgebunden sind. Sie konnten groß sein oder klein und leichter zu tragen. Zahlreiche Beispiele sind ab der Amarna-Zeit (14./13. Jahrhundert v. Chr.) in Ägypten bekannt, als kleine Modelle aufkamen, die von Frauen gespielt wurden. Diese rechtwinklige Harfe blieb während des Neuen Reichs ein Fraueninstrument.
- Kleinere horizontale Winkelharfen, die auf den Reliefs an assyrischen Palästen vom 9. bis 7. Jahrhundert v. Chr. neun Saiten besaßen gegenüber den gleichzeitigen vertikalen Winkelharfen mit 20–30 Saiten.
- Winkelharfen, deren Schenkel in einem spitzen Winkel bis 45 Grad geneigt waren und
- speziell in Ägypten große Standharfen.[14]

Während der assyrischen Zeit muss die Winkelharfe das am meisten angesehene Musikinstrument gewesen sein. Das eine Winkelharfe darstellende Ideogramm mit dem Lautwert ḪUL und der Bedeutung „jubeln“, „Freude“ und „Fröhlichkeit“ hängt möglicherweise mit dem Gebrauch der Harfen bei großen Festveranstaltungen zusammen und verweist auf ihre Beliebtheit. Die früheste echte Winkelharfe (mit vier Saiten) stellt eine Tonfigur aus Sippar am Euphrat von 1900 v. Chr. dar. Im 2. Jahrtausend verlagerte sich der kulturelle Schwerpunkt nach Elam im Westen des Iran. Die zunächst kleinen elamitischen Winkelharfen wurden im 1. Jahrtausend v. Chr. größer, wie auf einer Metallschale von Arjan im westlichen Iran zu sehen ist (650 v. Chr. bzw. 620–580 v. Chr.). In fünf Reihen wird umlaufend auf der Schale ein Fest dargestellt, mit zwei großen senkrechten Winkelharfen, einer Leier, Blasinstrumenten und einer Langhalslaute in der oberen Reihe.

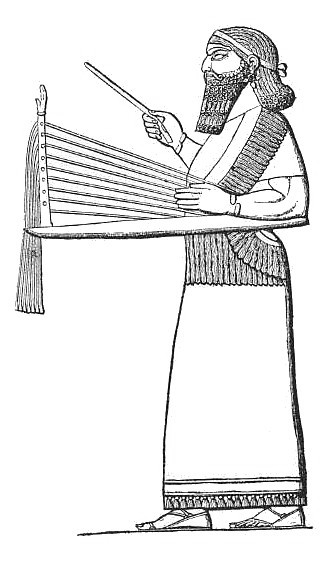
Horizontale Winkelharfe mit neun Saiten auf einem assyrischen Relief in Nimrud. Vorbild für die kaukasischen Harfen und die zentralasiatischen „Steppenharfen“

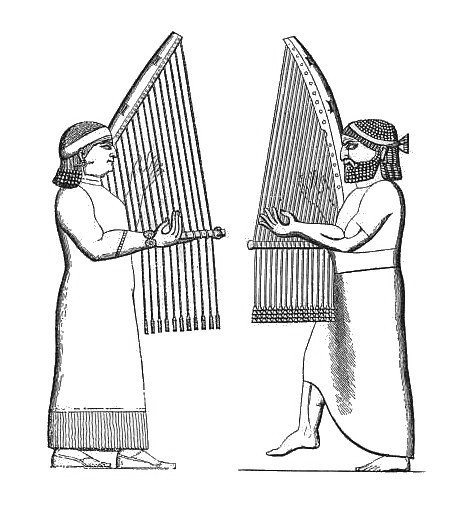
Vertikale Winkelharfen auf einem assyrischen Relief in Niniveh. Vorbild für die mittelalterlichen persischen Harfen

Die horizontalen assyrischen Winkelharfen, wie sie am Nordwestpalast von Nimrud um 870 v. Chr. und am Südwestpalast von Niniveh aus dem 7. Jahrhundert v. Chr. abgebildet sind, besaßen neun Saiten. Die in Seitenansicht gezeigten Männer schlagen die Saiten mit einem langen Plektrum in der rechten Hand. Der Saitenträger und die kleinen Saiten befinden sich an der vom Körper entfernten Seite. Im Unterschied zu den vertikalen Harfen waren die horizontalen Harfen kompakt und robust genug, um auf Pferden transportiert werden zu können. Vermutlich brachten Skythen, die in der Armee der Assyrer gedient hatten, solche Harfen aus Mesopotamien bei der Rückkehr in ihre zentralasiatische Heimat mit. Dort besaßen ab dem 5. Jahrhundert v. Chr. die wegen ihrer großen Verbreitungsregion in der Eurasischen Steppe vom Schwarzen Meer bis in die chinesische Grenzregion Xinjiang als „Steppenharfen“ bekannten Instrumente generell fünf Saiten. Die in einem Hochtal des Altai ausgegrabene Pasyryk-Harfe aus dem 4. Jahrhundert v. Chr. ist in einem Eisblock eingeschlossen erhalten geblieben. Während der Han-Dynastie (25–220 n. Chr.) gelangte die vertikale Winkelharfe unter dem Namen shu konghou nach China, wo sie bis zur Song-Dynastie (960–1279) gespielt wurde. Später erreichte sie mit der Ausbreitung des Buddhismus über Korea (konghu) Japan. Die japanische kugo war vermutlich nur zwischen dem 8. und 10. Jahrhundert in Gebrauch.
Ein dem tschang ähnlicher Vorläufer ist die vertikale elamitische Winkelharfe des 7./8. Jahrhunderts v. Chr. aus Kul-e Farah mit einem gerundeten Resonanzkörper, der in einem spitzen Winkel zum Saitenträger steht. Im Iran erhöhte sich die Zahl der Saiten von vier (1900 v. Chr. in Sippar) über sieben (Kul-e Farah) bis 14–21 an großen Harfen auf assyrischen Reliefs des 7. Jahrhunderts v. Chr., etwa auf „Assurbanipals Gartenfest-Relief“ am Nordpalast von Niniveh (645–635). Das Gartenfest-Relief zeigt Assurbanipal an einer Festtafel im Garten seines Palastes anlässlich seines Sieges über die Elamiter mit fünf Winkelharfenspielern. Auf dem zweiten Relief des Palastes ist ein Ensemble mit sieben vertikalen und zwei horizontalen Winkelharfen zu sehen. Die Musiker verlassen die besiegte elamitische Stadt Madaktu. 200 Jahre später übernahmen die Griechen die Harfen von den Assyrern.
Während der Seleukidenherrschaft (um 320–63 v. Chr.) waren alle Harfen Varianten der senkrechten Winkelharfen, die sich nur in der Form des Resonanzkörpers unterschieden. Auf den Abbildungen wird die Harfe stets von einer Frau gespielt. Terrakottafiguren zeigen Frauen, die ihre Harfe mit beiden Händen unten am Saitenträger halten, wobei der Resonanzkörper seitlich am Kopf vorbei senkrecht nach oben ragt. Manche Spielerinnen tragen gelockte Haare mit Blumen darin oder über dem Haar einen Kopfputz. Diese senkrechten Winkelharfen einschließlich des tschang wurden mit dem Resonanzkörper und den kleinen Saiten nahe am Körper gehalten.

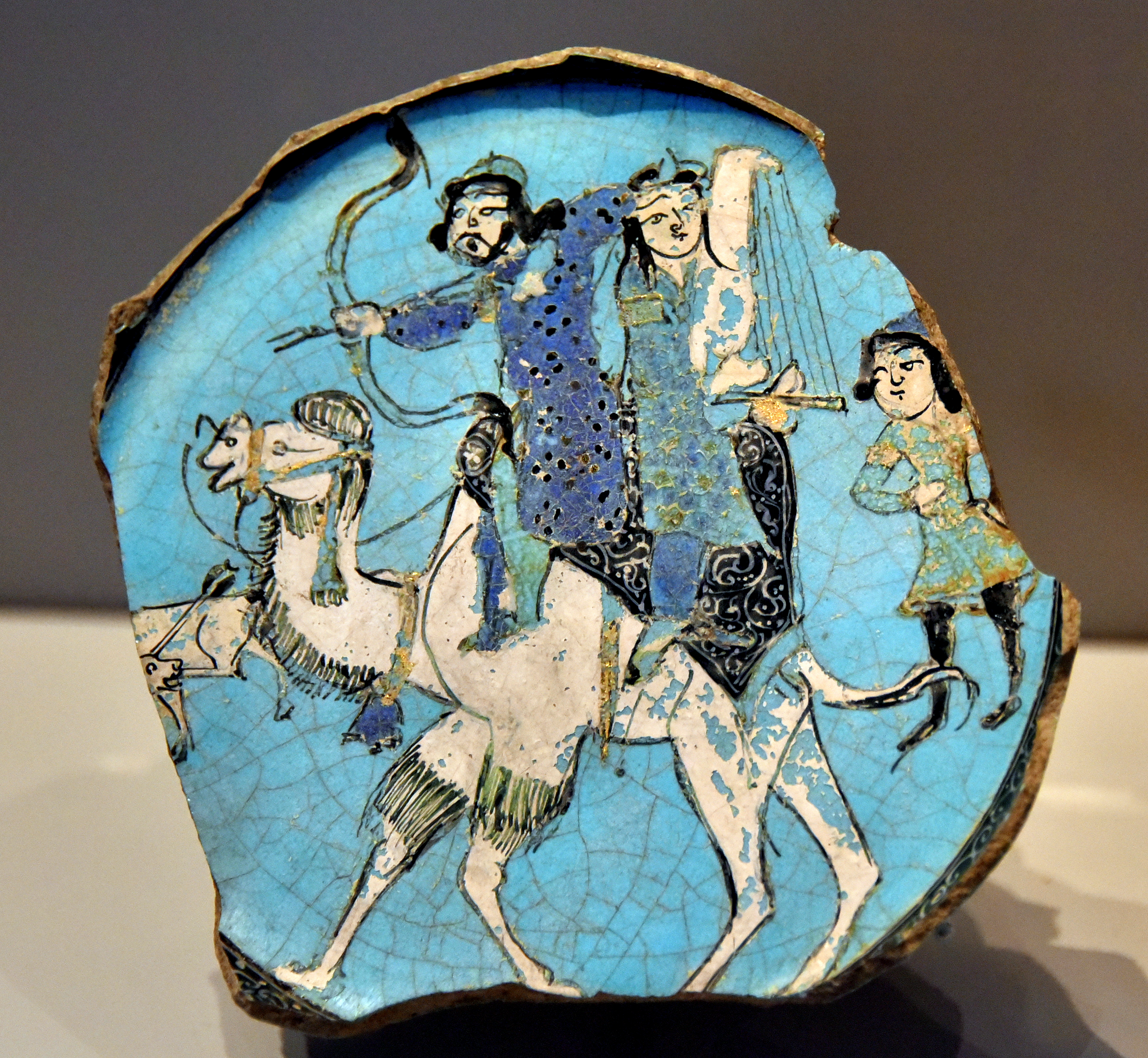
Sassanidenkönig Bahram mit seiner Harfnerin Azade auf Gazellenjagd. Fragment einer Minai-Schale aus Kaschan, 13. Jahrhundert

Die Harfen der griechisch beeinflussten Parther ab der Mitte des 2. Jahrhunderts v. Chr. ähneln zwar den griechischen Modellen, ob eine direkte Verbindung zwischen ihnen besteht, ist jedoch unklar. In Griechenland gab es seit dem 5. Jahrhundert v. Chr. vertikale Winkelharfen, deren Resonanzkörper rechtwinklig oder in einem stumpfen Winkel vom Saitenträger aufragte, sich nach oben verbreiterte und in einem Bogen endete. Die mit den kurzen Saiten nahe am Körper gehaltenen Harfen bildeten die Grundlage für die Entstehung einer virtuosen griechischen Kunstmusik. Während ab dem 3. Jahrhundert v. Chr. der Einfluss des hellenistischen Griechenlands in Gestalt der graeco-buddhistischen bildenden Kunst in Baktrien im Osten des Partherreichs zu erkennen ist, wirkte sich die griechische Herrschaft kaum auf die dortige Musik und die verwendeten Musikinstrumente aus. Eine Musikerin auf dem Skulpturenfries des zur Kultur Baktriens gehörenden buddhistischen Heiligtums von Airtam (bei Termiz im Südosten Usbekistans) aus dem 2. Jahrhundert n. Chr. hält eine Winkelharfe mit einem senkrechten, sich nach oben verbreiternden Resonanzkörper an ihrer linken Schulter. Der Saitenträger geht in einem spitzen Winkel vom Resonanzkörper ab. Die Saiten werden ohne Plektrum mit beiden Händen gezupft. In Baktrien lag die Verbreitungsgrenze der zentralasiatischen Winkelharfen gegenüber den indischen Bogenharfen von Gandhara.
Während des Sassanidenreichs (224–642) waren Harfen in der Musik an den Herrscherhäusern und wahrscheinlich auch bei der breiten Bevölkerung sehr beliebt. Der persische Dichter Firdausi (940/41–1020) schildert in seinem halbmythischen Heldenepos Schāhnāme eine Begebenheit aus dem Leben des Sassanidenkönigs Bahram V. (reg. 420–438), der für seine außergewöhnlichen Fähigkeiten bei der Jagd und für sein musikalisches Gespür bekannt war. Der Herrscher reitet auf einem Dromedar, das mit goldenen und silbernen Steigbügeln und einer kostbaren Schabracke geschmückt ist, auf die Jagd nach Gazellen. Hinter ihm sitzt seine Harfnerin Azade, von Firdausi als čangzan bezeichnet, die an ihn kaum erfüllbare Forderungen richtet, wie er drei Gazellen jagen soll. Der berühmte Jäger verwendet einen Pfeil mit zwei Spitzen, um einem Gazellenbock beide Hörner vom Kopf zu schießen. Er tötet mit Pfeilen und einer Schleuder drei Tiere und schließlich auch die arglistige Azade, indem er mit dem Dromedar sie und ihre Harfe zertrampelt. Die Geschichte ist ein Beispiel für die Beibehaltung einer kulturellen Tradition auch nach der Konversion zum Islam um 700. Sie wurde vielfach in der bildenden Kunst dargestellt und ist ein beliebtes Motiv für Miniaturmalereien und Keramiken ab dem 13. Jahrhundert.

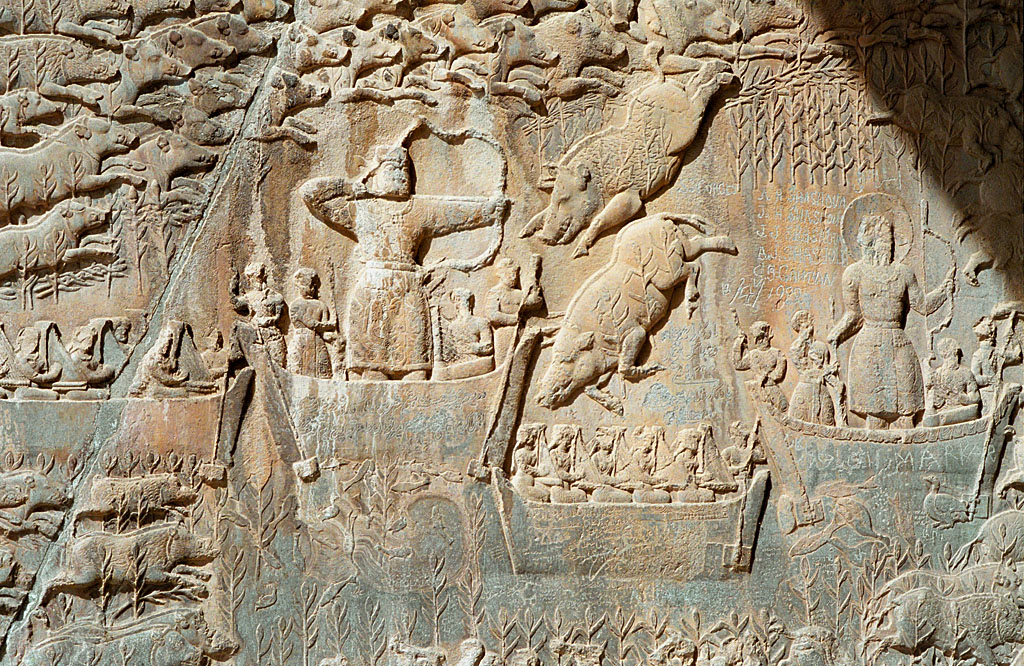
Jagdszene in Taq-e Bostan. Boote mit Harfenspielerinnen umgeben den Sassaniden-König, der gerade zwei Eber erlegt hat.

Nach der assyrischen Zeit kam es gegen Ende der sassanidischen Herrschaft um 600 n. Chr. nochmals kurzzeitig zu einer Blüte der horizontalen Winkelharfen, die auf den Felsreliefs von Taq-e Bostan abgebildet sind. Auf beiden Seitenwänden des in den Fels gehauenen Iwans ist eine Jagdszene dargestellt. Auf der rechten Seite steht König Chosrau II. (reg. 590–628) bei der Eberjagd in einem Boot und spannt seinen Bogen, mit dem er zwei Eber erlegt. Der Spieler der horizontalen Winkelharfe war der einzige Musiker, der im königlichen Boot Platz nehmen durfte. Es ist umgeben von weiteren Booten, in denen nebeneinander Musikerinnen vertikale Winkelharfen spielen.
Die vertikalen Harfen in den Begleitbooten von Taq-e Bostan repräsentieren den im 6. Jahrhundert neu auftretenden Typ der Hebelharfe. Bei ihr ist der Resonanzkasten durch jeweils einen Stab an der Rückseite und an der Vorderseite nach unten verlängert. Der Saitenträger ist rechtwinklig an diesen beiden Stäben befestigt, was dieser Verbindung ein höheres Biegemoment verleiht. In den ersten nachchristlichen Jahrhunderten waren Winkelharfen über die Seidenstraße nach China gekommen. Ähnliche Hebelharfen aus dem 8. Jahrhundert blieben im Schatzhaus Shōsōin erhalten, das zum buddhistischen Tempelkomplex Tōdai-ji in der japanischen Stadt Nara gehört. Einige der dort gesammelten Musikinstrumente dürften aus China stammen. Auf den mittelalterlichen persischen Malereien ist überwiegend dieser Harfentyp abgebildet.

## Etymologie
Francis W. Galpin (1937) führt das assyrische Wort für Harfe, zak’k’al, auf das sumerische Bilderzeichen ZAG-SAL („Ruhm, Ehre“) zurück. Eine Tafel aus dem 7. Jahrhundert v. Chr. erinnert an die Wiederherstellung der Stadt Babylon und ihrer Tempel, die mit Gesang und dem Einsatz von zak’k’al gefeiert wurde. Das Zeichen enthält auch die Bedeutung „Holz“. Auf zak’k’al geht das Arabische čangal (tschangal) zurück, das im Persischen zu čang (tschang) oder čank gekürzt wurde.
Das Wort tschang wurde im Persischen auf verschiedene Objekte mit Klauen bzw. Krallen sowie auf bogenförmige Elemente angewandt und war darüber hinaus ein Sammelbegriff für eine Reihe unterschiedlicher Musikinstrumente in Zentral- und Südostasien. Von tschang ist vermutlich burmesisch saung („Harfe“) im Namen der burmesischen Bogenharfe saung gauk abgeleitet (spezifiziert als gauk, „gebogen“). Im Persischen und Paschtunischen (čangal) gibt es die weitere Bedeutung „wie eine Kralle ausgestreckte Finger“, eine bildliche Umschreibung, die sich auf die Handhaltung des Harfenspielers beim Anschlagen der Saiten beziehen lässt. Harfen auf der Arabischen Halbinsel hießen in vorislamischer Zeit auf Arabisch sanc, cang oder ähnlich, in Indien canga.
Spätestens im 12. Jahrhundert war das Wort tschang in den Kaukasus gelangt und bezeichnete dort eine kleine horizontale Winkelharfe, die im Georgischen mit der Substantivendung -i als tschangi heute noch in der Bergregion Swanetien gespielt wird. Tschang kommt mehrfach im georgischen Nationalepos Der Recke im Tigerfell vor, das Schota Rustaweli im 12. Jahrhundert verfasste. Die Aufzählung tschangsa, barbitsa da nasa, spricht von „Harfe, Laute und Flöte“, die bei einem Fest zur Freude erklingen. Die Kombination satschang-dapeni, wörtlich „Harfe und Trommel“ stand allgemein für „Musik“ als Sinnbild für Freude und Feierlichkeit, wobei dapeni mit dap-i, einer ebenfalls aus dem Iran eingeführten Rahmentrommel, die auf Persisch daira genannt wird, und dabdabi, der früheren Bezeichnung der Zylindertrommel doli zusammenhängt.
Kopuz ist eine zentralasiatische Langhalslaute, tschang-kopuz bezeichnet dieselbe metallene Maultrommel in Zentralasien, die in der afghanischen Musik schlicht als tschang bekannt ist, was auf Pehlevi „Haken“ bedeutet. In der Maqam-Tradition Bucharas gehört das Hackbrett tschang zu einem Kammerorchester.
Seit dem 7. Jahrhundert bezeichnete die arabische Entlehnung ǧank (dschank) die in die mittelalterliche arabische Musik übernommene Harfe. Das aus dem Iran übernommene Modell hieß ǧank ʿaǧamī und wurde üblicherweise als spitzwinklige Harfe mit senkrechtem Resonator dargestellt. Ein arabischer Autor vom Anfang des 10. Jahrhunderts hielt Zimbeln für eine persische Erfindung. Ihr genereller Name in der frühen arabischen Literatur, ṣanǧ (sandsch, Plural ṣunūǧ), stammt wohl ebenfalls aus dem Persischen (zang), zugleich war ṣanǧ eine seltener als ǧank vorkommende Bezeichnung für die arabische Harfe. Das arabisch-persische Wortumfeld für Harfe blieb in korrumpierter Form im Namen der heute nur noch in wenigen Restexemplaren existenten nuristanischen Bogenharfe waji erhalten.

## Verbreitung

### Arabische Musik
In der vorislamischen Zeit (Dschāhiliyya) war die musikalische Unterhaltung vorwiegend Sache der Frauen. Singmädchen (qaina, Pl. qiyān, etymologische Nachfahren des biblischen Kain) unterhielten die Gäste in Weinschenken. Laut einem Vers des Dichters al-Aʿshā Maimūn ibn Qais (um 570–625) gehörten zu den dortigen Verlockungen neben dem Trinkbecher die Harfe und der Gesang der Mädchen. Weitere vorislamisch-arabische Saiteninstrumente waren kirān (ein Lauteninstrument, dessen Name von kinnor abgeleitet sein könnte), barbaṭ, die weiteren Lauten muwattar und murabbaʿ (vermutlich mit flachem, rechteckigem Korpus) sowie miʿzafa (Plural maʿāzif, Zither oder Psalterium?).
In umayyadischer und frühabbasidischer Zeit (7./8. Jahrhundert) scheint die von den Sassaniden übernommene Harfe nicht besonders verbreitet gewesen zu sein. Der aus dem Iran stammende Autor Ibn Ḫurdāḏbih († um 912) verfasste eine der ersten Abhandlungen über die Musik des Orients und beschrieb phantasievoll ausgeschmückt die damaligen Musikinstrumente. Deren Ursprung führte er auf einige im Alten Testament genannte mythischen Figuren zurück. Demnach habe Matūšalaḫ den ʿūd erfunden, einer seiner zahlreichen Enkel, Lamech (in der arabischen Tradition Lamak) habe unter anderem die Trommel ṭabl und dessen Sohn Jubal die Leier kinnor erfunden. Die Einführung der ersten Flöte (ṣaffāra) geht nach Ibn Ḫurdāḏbih auf die Kurden zurück, während erst später die Perser Rohrblattinstrumente und die Harfe čang erfunden haben sollen. Bei al-Masʿūdī (um 895–957) gehen die maʿāzif auf Ḍilāl (die biblische Zilla) zurück. Maʿāzif war auch der Oberbegriff für Saiteninstrumente mit unverkürzten Saiten, also Harfen, Zithern und Leiern. Die Araber selbst haben gemäß dieser Darstellung keine eigenen Musikinstrumente hervorgebracht. Tatsächlich übernahmen die Araber nach der Eroberung des Sassanidenreichs im 7. Jahrhundert aus der iranischen Musik die Langhalslaute ṭanbūr (arabisch ṭunbūr), das Doppelrohrblattinstrument surnāy, die Harfe (arabisch ǧank) und später auch die Zupflaute rubāb.
In seinem „Großen Buch der Musik“ (Kitāb al-Mūsīqā al-kabīr) erwähnt der Philosoph und Musiktheoretiker al-Farabi (um 870–950) verschiedene Saiteninstrumente, die für jeden Ton eine eigene Saite benötigen. Eines besitzt 15 diatonisch gestimmte, ein anderes 25 chromatisch gestimmte Saiten. Eine schwierig zu identifizierende Abbildung in al-Farabis Werk stellt ein šāh-rūd dar, das er von der Harfe ǧank unterschied. Vermutlich handelte es sich bei diesem, Anfang des 10. Jahrhunderts in Samarqand eingeführten Instrument nicht um eine Harfe, sondern um eine Form von Zither oder Erzlaute.
Abū Hanīfa (699–769), Mālik ibn Anas (um 715–795) und andere islamische Rechtsgelehrte des 8. und 9. Jahrhunderts erklärten den Gesang (ghināʾ) und den Gebrauch von Musikinstrumenten als Sünde. Erlaubt waren höchstens die ḥudāʾ, die gemurmelten oder gesungenen Verse der Kamelführer. In den Verbotslisten tauchen die von professionellen Musikern verwendeten Instrumente auf: unter anderem die Lauten ʿūd, barbaṭ und rabāb, die Harfe sowie die Flöte nāy, weil sie mit dem Genuss von Wein und Glücksspiel in Verbindung gebracht wurden. Ungeachtet dessen gab es nach wie vor Liebhaber dieser aus vorislamischer Zeit stammenden Musik. Nach dem Kitāb al-Aghānī („Buch der Lieder“) von Abū l-Faradsch al-Isfahānī (897–967) war Ibn Muḥriz († um 715), Sohn eines aus Persien stammenden Wachtmanns der Kaaba in Mekka, wegen einer Erkrankung an Lepra zu einem Leben als Wandermusiker gezwungen. Er muss einer der berühmtesten Musiker gewesen sein und trug den Beinamen „ṣannaǧ (Harfenspieler) der Araber“.
Arabische Harfen waren seltener als persische. Unter den Instrumenten mit unverkürzten Saiten war der miʿzafa zur Abbasidenzeit am weitesten verbreitet und diente der Gesangsbegleitung, wie es im Kitāb al-Aghānī heißt. Die Harfe war vergleichsweise weniger gebräuchlich. Der Sänger spielte die Harfe selbst, ansonsten ließ er sich von einem Blasinstrument, einem ʿud oder tanbur begleiten. Im Kitāb al-Aghānī werden keine Streichinstrumente erwähnt, diese scheinen folglich nur in der Volksmusik verwendet worden zu sein.
Aus der gesamten arabisch-islamischen Zeit haben sich keine Harfen erhalten. Bei den überlieferten Abbildung ist folglich nicht klar, inwieweit die Maler reale Harfen zum Vorbild nahmen oder überlieferte Darstellungen phantasievoll wiedergaben. Die mittelalterlichen arabischen Harfendarstellungen zeigen meist eine senkrechte Winkelharfe mit einem spitzwinklig abgehenden Saitenträger. Eine solche, diatonisch gestimmte iranische Winkelharfe (ǧank ʿaǧamī) mit 34 Saiten ist im Kitāb al-adwār („Buch der Zyklen“) aus dem 13. Jahrhundert des Musiktheoretikers Ṣafi al-Dīn ʿAbd al-Muʾmin als Konstruktionszeichnung abgebildet. Der Resonanzkörper (munḥanā, „gekrümmter Rücken“) endet oben in einem runden Vogelkopf und ist unterhalb des Saitenträgers durch ein kurzes Standbein (dasta) verlängert. Die Rückführung des Vogelkopfmotivs auf altägyptische Vorbilder lässt sich nicht eindeutig nachweisen, es könnte auch aus China übernommen worden sein. Das gesamte Instrument ist reich mit vegetativen Ornamenten verziert, die wohl eher der gängigen Ornamentkunst entsprachen, als dass die Harfen tatsächlich in der Weise geschmückt waren. Auf einer Miniatur in der Handschrift Kašf al-humūm („Beseitigung der Sorgen“), die vermutlich von einem im mamlukischen Ägypten lebenden Autor namens Saʿid al-Dīn († 1304) verfasst wurde, ist die Anzahl der Saiten aus darstellerischen Gründen auf etwa ein Dutzend beschränkt, während es im Text heißt, dass einige Harfen bis zu 100 Saiten besäßen.
Weniger bekannt war offenbar ein zweiter Harfentyp, der ǧank miṣrī („ägyptische Harfe“) genannt wurde. Auf einer Holzschnitzerei aus dem 11. Jahrhundert eines ägyptischen Palastes spielt eine der Figuren eine rechteckige Rahmenharfe (oder Kastenzither), die ungewöhnlicherweise auf beiden Seiten eines als Resonanzkörper dienenden Brettes mit Saiten bespannt war. Zur mamlukischen höfischen Kultur gehörten aufwendig inszenierte Feste mit aus China eingeführten Schattentheatern (Karagöz) und Konzerten, bei denen Sängerinnen (qiyān) auftraten und zahlreichen Abbildungen zufolge die Musiker Lauten und Harfen spielten.
Im 16. Jahrhundert verschwanden Harfen vollständig aus der arabischen Musik. Lediglich an den mit der afrikanischen Kultur verbundenen südlichen Randbereichen haben einige Harfen in der Volksmusik überlebt. Hierzu gehören die von Frauen gespielte ardin in Mauretanien, die einzige erhaltene Winkelharfe in Afrika; sowie die vermutlich im 1. Jahrtausend den Nil aufwärts nach Ostafrika gelangten Bogenharfen.

### Persische Musik

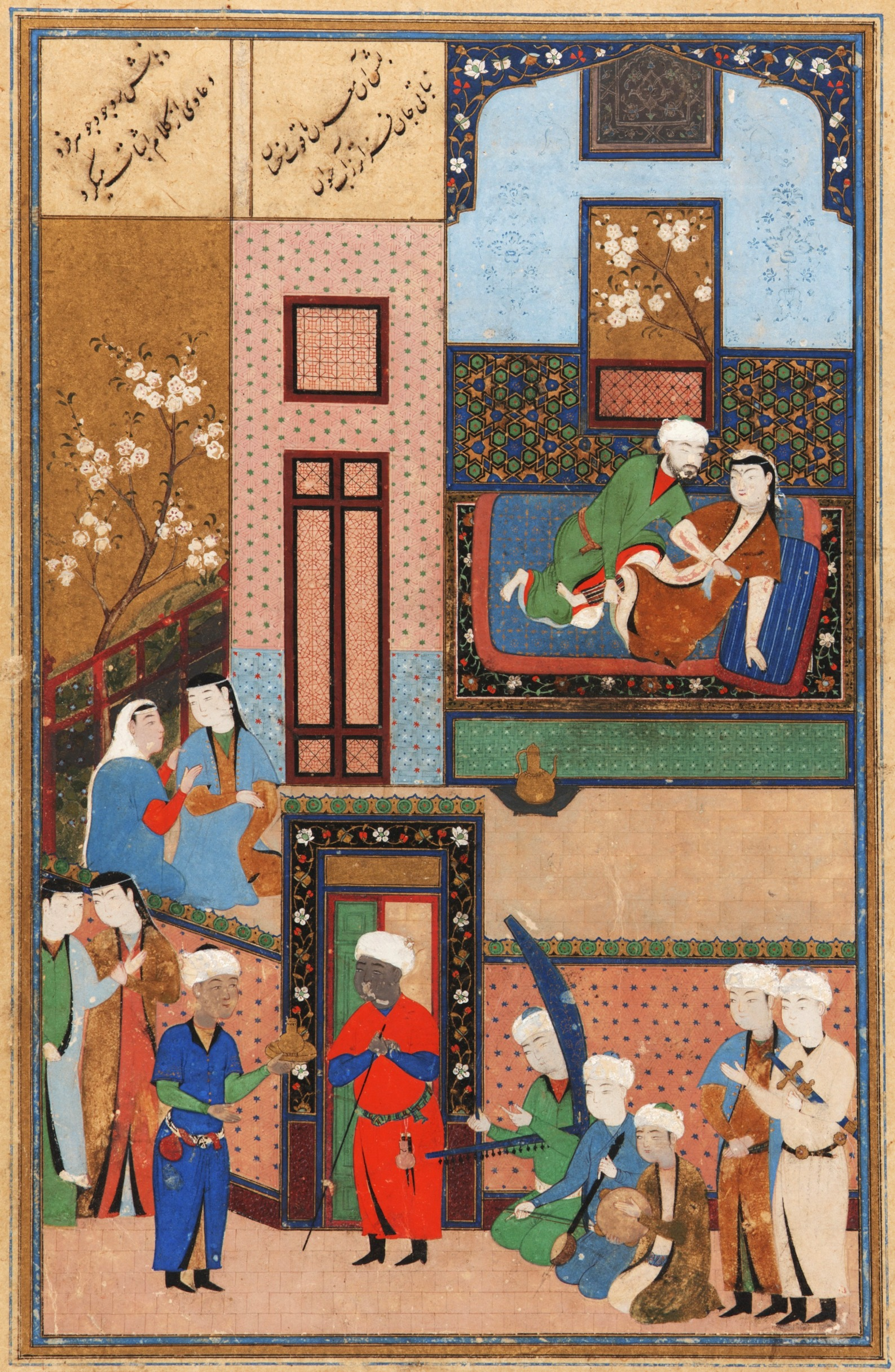
Drei Musiker mit senkrechter Winkelharfe, Stachelgeige (kamanča) und Rahmentrommel. Persische Miniatur in einem Werk des Dichters Muhammad 'Assar († 1377) von Täbris, 1523

Ab dem 7. Jahrhundert gehörte der čang zu den beliebtesten Musikinstrumenten im Orient, neben unter anderem der Knickhalslaute barbaṭ (später ʿūd), dem Hackbrett anqā, der Zither qānūn, der persischen Streichlaute ghichak, der Rohrflöte nāy, der Doppelrohrflöte dūnāy, dem Doppelrohrblattinstrument mizmār, den Rahmentrommeln daf und  dāira sowie den Kesseltrommeln ṭabl und naqqāra. Neben der vertikalen Winkelharfe čang gab es im 10. Jahrhundert besonders in Chorasan die horizontale persische Winkelharfe van, die Stachelgeige kamanča, die Sanduhrtrommel kūba und die Bechertrommel dunbaq. Blasinstrumente für die laute Musik im Freien kamen hinzu. Der Harfenist Farrūhī († 1020) am Hof des ghaznawidischen Eroberers Mahmud von Ghazni lobte die gepflegte Musikkultur: „Harfen erklingen mitten im Grünen, Sänger singen ihre göttlichen Lieder.“
Nachdem die mongolischen Ilchane aus Zentralasien im 13. Jahrhundert Iran unter ihre Herrschaft gebracht hatten, übernahmen sie wie zuvor die Araber vorhandene Traditionen und entwickelten eine Vorliebe für die Harfe. Firdausis Schāhnāme und die Chamse („Fünf“ Juwelen), eine Sammlung von fünf Epen des Dichters Nezāmi wurden mit Buchillustrationen ausgestattet, die reichlich Gelegenheit boten, Harfen darzustellen. In Haft Peykar („Die sieben Bildnisse“) erzählt Nezāmi eine andere Geschichte des sassanidischen Herrschers Bahram V. Sie handelt von Bahrams Heirat mit sieben Prinzessinnen aus sieben Ländern. An jedem Wochentag besucht er eine andere Frau in ihrem jeweils mit einer anderen Farbe bemalten Pavillon. Auf den Abbildungen sitzt das Paar vor dem Eingang und wird von Musikern einschließlich Harfenspielern unterhalten oder die Prinzessin erzählt im Pavillon dem Herrscher eine Geschichte.
Die Harfen gehörten üblicherweise zu einer ruhigen höfischen Kammermusik. Stets handelt es sich um senkrechte Winkelharfen mit einem leicht gekrümmten und sich nach oben verjüngenden Resonanzkörper; das obere Ende ist in den Miniaturen vom 14. Jahrhundert bis um 1600 in zahlreichen Variationen als stilisierter Vogelkopf gestaltet. Diese besonders im westlichen Iran und im Irak verbreiteten Modelle besaßen einen gerundeten Resonanzkörper. Hiervon lässt sich auf den Abbildungen des 16. Jahrhunderts ein im Osten (Afghanistan und Usbekistan) gespielter Typus mit einem kantigen Resonanzkörper und einem geraden oberen Abschluss unterscheiden. Auf letztgenanntes Instrument bezog sich vermutlich der am Hof der Dschaniden-Dynastie (Astarchaniden, 1599–1785) in Buchara lebende Musiktheoretiker Darvish Ali Changi (um 1550–1620), der seinem Namen nach Harfenspieler war. Sein Werk Risalei Musiqi stellt eine wertvolle Quelle für die zentralasiatische Musiktheorie und -praxis dar. Ali Changi bezeichnete die Harfe als die Königin aller Musikinstrumente, wobei unklar ist, inwieweit sie zu seiner Zeit noch (obwohl sie das ganze 16. Jahrhundert hindurch das am häufigsten dargestellte Musikinstrument in persischen Abbildungen war) verbreitet war.
Ungefähr aus dem Jahr 1435 stammt die von dem ansonsten unbekannten Ḥasan Kāšānī in Isfahan verfasste Schrift über Musik Kanz at-tuḥaf („Schatzkammer der Gaben“). Das Werk liefert einen wertvollen Beitrag zur persischen Musikgeschichte, denn es beschreibt detailliert den Bau von neun Musikinstrumenten und klassifiziert diese in zwei Gruppen. Zu den „perfekten“ Musikinstrumenten zählen demnach die Zupflauten ʿūd und rubāb, die Streichlaute ḡešak (ghichak), das Doppelrohrblattinstrument mizmār und die endgeblasene Flöte pīše (pisheh). Bei den in dieser Gruppe versammelten Saiteninstrumenten lassen sich die Saiten auf einem Griffbrett verkürzen, bei den „unperfekten“ Musikinstrumenten können die Saiten nicht verkürzt werden. Als das noch am ehesten „perfekte“ Instrument in dieser Gruppe stuft der Autor den čang ein, die übrigen „unperfekten“ sind das Hackbrett nuzha (nozheh, doppelte Saitenzahl wie das kanun), die Zither kanun (nīme-ye nuzha, „halbe Nuzha“) und moghnī, ein lautenähnliches Saiteninstrument ohne Griffbrett. Die Kriterien für eine solche Einteilung werden nicht genannt. Weshalb der Autor die offenen Saiteninstrumente noch unter die Blasinstrumente stellt, dürfte an ihrer geringeren Fähigkeit liegen, die menschliche Stimme nachzuahmen. Sie wurde seit der Klassifizierung der Musikinstrumente durch al-Farabi als das reinste und perfekteste Musikinstrument angesehen.
Der zentralasiatische Dichter Ahmadi ließ im 15. Jahrhundert in einer munāzere („Streitgedicht“) genannten poetischen Gattung auf Tschagataisch sieben Saiteninstrumente gegeneinander antreten, darunter die mongolische Wölbbrettzither yatga (yatuga), die indische Stabzither kingra (kinnari vina) und die Langhalslaute tanbur. Der Dichter Fuzuli (1498–1556) brachte in einem solchen literarischen Disput die sechs Instrumente tanbur, ʿūd, qānun, čang, ney (Rohrflöte) und deff (Rahmentrommel) zusammen. Diese Besetzung ergab ein Ensemble, bei dem jedes Instrument gut aus dem Zusammenklang heraus hörbar war.
Der persische Dichter Ibn Ghaybī († 1435) beschrieb ausführlich die Form des čang. Die Länge des Resonanzkastens gab er mit 109 Zentimetern und die Länge des Saitenträgers mit 81 Zentimetern an. 24 oder 25, bei manchen Instrumenten 35 Saiten aus Ziegenhaar wurden durch metallene Stimmstäbe (mālawī) justiert. Die Decke des Resonanzkörpers bestand aus Tierhaut. Gespielt wurden die Harfen mit den Fingern beider Hände.
Der Ursprung des persischen Hackbretts santūr mit heute 72 Saiten liegt im Dunkeln. Sein Vorläufer könnte sich aus einer horizontalen Winkelharfe der assyrischen Zeit entwickelt haben. Die heutige Form der santur ist erstmals von Abbildungen aus dem 15. Jahrhundert bekannt. Im Werk Chamsa des persischen Dichters Nezāmi (1141–1209), das in einem Manuskript von 1481 überliefert ist, sind zwei Miniaturen enthalten, die musizierende Frauen mit tschang, einer Laute und santur zeigen. Die Musikerinnen spielen der Erzählung zufolge für den sassanidischen König Bahram V. (reg. um 420 – um 438) und eine Prinzessin. In einer der Miniaturen reitet das Harfe spielende Sklavenmädchen Azada zusammen mit Bahram auf einem Kamel. Die Harfe wurde in der Zeit der Safawiden (reg. 1501–1722) häufig auf Miniaturen in kammermusikalischen Ensembles von Frauen oder Männern abgebildet. Die in den persischen Miniaturen dargestellten Frauen, die vor dem König oder Prinzen und ihn umgebenden Gästen neben den genannten Instrumenten auch Rahmentrommel spielen, singen und tanzen, waren vermutlich keine Adligen, sondern allgemein niedrige Angestellte des Hofes.
Als mögliche Erklärung für das Verschwinden der Winkelharfe verweist Bo Lawergren (2003) auf ein wenig bekanntes satirischen Gedichts eines gewissen Ahmadi, das dieser in der ersten Hälfte des 15. Jahrhunderts in Persien oder Transoxanien verfasste. Darin geht es um einen Wettbewerb von acht personifizierten Saiteninstrumenten, die ihre eigenen Tugenden auf Kosten der anderen preisen. An der Harfe bemängeln alle übrigen Instrumente, dass sie die Tonhöhe nicht halten kann und ständig gestimmt werden muss. Dem entgegnet die Harfe, dass sie bevorzugt in der Gegenwart von Königen gespielt werde. Letzteres mag ein Grund gewesen sein, weshalb sich die Winkelharfe angesichts ihrer konstruktiven Probleme bis in die safawidische Zeit gehalten hat. Wegen ihrer solideren Bauweise ist die Kastenzither qānūn gegenüber der Winkelharfe im Vorteil und die geringere Saitenzahl bei gleichem Tonumfang spricht für Lauteninstrumente wie die ʿūd. Nachdem durch politischen Unruhen unter den Kadscharen im 18. Jahrhundert die klassische persische Musik nahezu verschwunden war, traten anstelle von ʿūd und qānūn allmählich die Langhalslaute tar und die santūr. Ab der zweiten Hälfte des 19. Jahrhunderts kamen außerdem französische Militärkapellen in Mode.

### Osmanische Musik

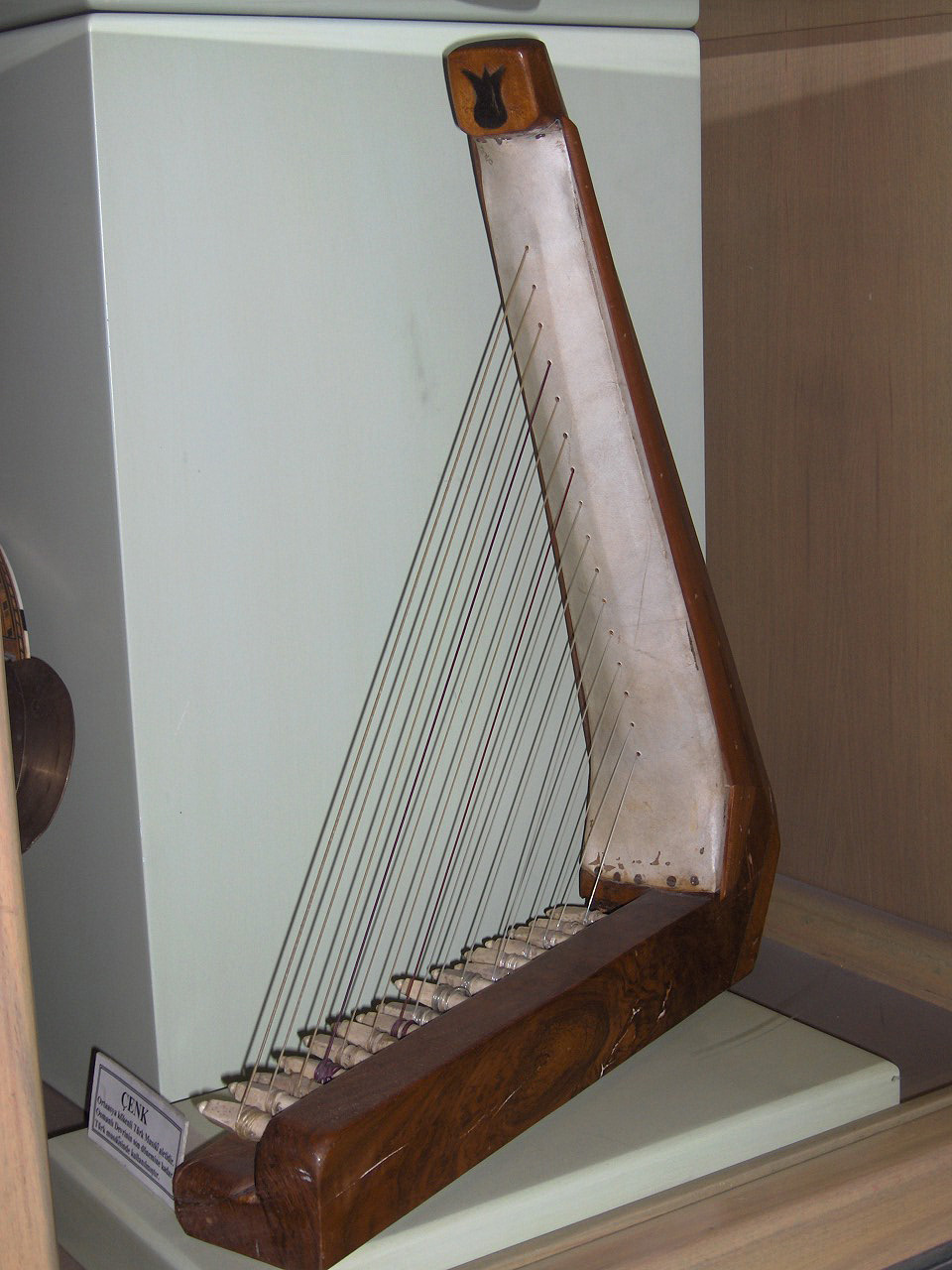
Çeng im Mevlana Müzesi in Konya

Im 14. Jahrhundert waren die Osmanen im Wesentlichen damit beschäftigt, ihr Reich auszudehnen, zu festigen und eine Verwaltung aufzubauen. Ein Jahrhundert später, nach der Eroberung von Konstantinopel 1453, strebte der Sultanshof danach, Herat als kulturelles Zentrum abzulösen. Von dort, aus Bagdad, den arabischen Ländern und aus den Hauptstädten des Iranischen Hochlandes kamen die Einflüsse für die Entwicklung einer osmanischen Musik, der schließlich ab dem 17. Jahrhundert ein eigenständiger Charakter zugesprochen wird. Eine Beschreibung der im 15. Jahrhundert in Konstantinopel gespielten Musikinstrumente ähnelte noch einer anderen des persischen Musikers Abd al-Qadir († 1435) aus Maragha im Nordwesten des Iran.
Vom 15. bis zum 18. Jahrhundert wurde die üblicherweise 24-saitige Harfe çeng im Osmanischen Reich in der höfischen Musik besonders innerhalb des Harem gespielt. Die bis auf den Sultan weiblichen Anwesenden bei den Aufführungen gehörten zur Familie des Sultans oder zu den Bediensteten. Die Musikerinnen führten Instrumentalstücke auf oder begleiteten eine Gesangsstimme. Ihre Instrumente waren neben der Harfe die Streichlaute fasıl kemençesi, die Panflöte miskal, Rahmentrommeln (dayra) und das Kesseltrommelpaar nakkare, während die Tänzerinnen auf den Abbildungen des 17. und 18. Jahrhunderts meist Kastagnetten (çarpara) anstelle der heutigen Fingerzimbeln (parmak zili) in den Händen hielten. Bis auf das überwiegend in der zeremoniellen (männlichen) Militärmusik (mehterhâne) verwendete Kesseltrommelpaar gehörten die genannten Instrumente speziell zur Tanzmusik. Weitere, in der höfischen Kammermusik gespielte Saiteninstrumente waren die Langhalslauten tanbur und kopuz und die arabische Zither kanun. Der çeng galt vom 15. bis 17. Jahrhundert als „weibliches“ Instrument und wurde offensichtlich ausschließlich von çengi genannten Frauen gespielt. Diesen Eindruck bestärken die abgebildeten Harfenspielerinnen auf den Miniaturmalereien. Die Tänzerinnen in den Häusern nannte man ebenfalls çengi. Sie wurden von den effeminierten männlichen Tänzern (köçek) unterschieden, die stets im Freien auftraten.

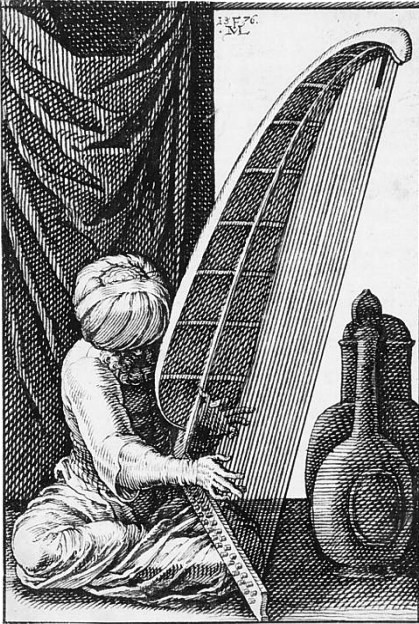
Çeng. Zeichnung von Melchior Lorck, 1576

Neben dieser großen, im Stehen gespielten Harfe (açık hava çengi) gab es eine kleinere Version mit etwa zwölf Saiten (kucak çengi), die ein sitzender Musiker auf seinen Oberschenkeln hielt. Beide Varianten wurden von Männern und Frauen gespielt.
Der in der ersten Hälfte des 15. Jahrhunderts lebende Musiker Ahmedoğlu Şükrullah fertigte als einer der ersten eine Untersuchung zur Musik im Osmanischen Reich an, in der er neun Musikinstrumente erwähnte. Nach seiner Beschreibung besitzt die Harfe einen aus einem Holzblock gefertigten langen Resonanzkörper, der sich zum Ende verjüngt und wie der Hals eines Pferdes leicht nach innen gebogen ist. Verwendet wird Aprikosen- oder Zypressenholz und als Decke Gazellenhaut. Unter der Haut verläuft mittig ein Holzstab, an dem die 24 bis 25 Saiten befestigt sind. Sie sind diatonisch gestimmt und bestehen aus Pferdehaar oder Seide. Der Spieler zupft beidhändig mit Daumen und Zeigefinger. Ihm folgte Ende des 15. Jahrhunderts al-Lādhiqī, der 18 Musikinstrumente aufzählte.
Im Jahr 1576 zeichnete der dänische Maler Melchior Lorck (um 1527 – nach 1594), der in den 1550er Jahren vier Jahre lang in Konstantinopel gelebt hatte, einen çeng mit über 30 Saiten. Die Saiten sind an zweireihig angeordneten Stimmwirbeln festgebunden. Nach anderen Abbildungen zu urteilen, war dies eine typisch osmanische Befestigungsart. Mit der linken Hand wurden die kurzen, mit der rechten Hand die entfernteren langen Saiten gezupft.
Der osmanische Reiseschriftsteller Evliya Çelebi (1611 – nach 1683) überlieferte in seinem Seyahatnâme, in welchem er 76 Musikinstrumente vorstellte, die detailreichste Beschreibung der osmanischen Musik. Über die Herkunft der Harfe wusste er mitzuteilen: „Der çeng wurde von Pythagoras erfunden, um Salomo zu trösten. Die Harfe ist ein großes Instrument in der Form eines Elefantenrüssels. Sie hat 40 Saiten und bringt einen erstaunlichen Klang hervor. Nur wenige können sie spielen, weil sie ein schwieriges Instrument ist.“ Çelebi fand um 1660 in Konstantinopel nur noch zehn Harfenspieler. Er begründet also die geringe Zahl mit der Schwierigkeit, das Instrument zu spielen. Die Zahl der Lautenspieler in der Stadt gab Çelebi dagegen mit über 2000 an. Die weibliche und als weich geltende Harfe konnte sich im 18. Jahrhundert wie auch andere Musikinstrumente der klassischen Makam-Musik nicht mehr gegenüber den neuen Einflüssen durchsetzen, die vor allem aus dem Westen kamen. Lauter klingende Instrumente wie die Klarinette traten an deren Stelle.
Im Zuge der Rückbesinnung auf eine für authentisch gehaltene Musiktradition gibt es seit den 1980er Jahren Bemühungen, Winkelharfen in neuen Bauweisen wieder in die türkische Musik einzuführen. Der çeng in neuem Gewand ist eine solide Rahmenharfe, deren Saiten an Stimmmechaniken gespannt werden. Der türkische Instrumentenbauer Feridun Özgören und der amerikanische Musikethnologe Robert Labaree haben ein solches Modell entwickelt.